# Agnieszka Wirtemberska

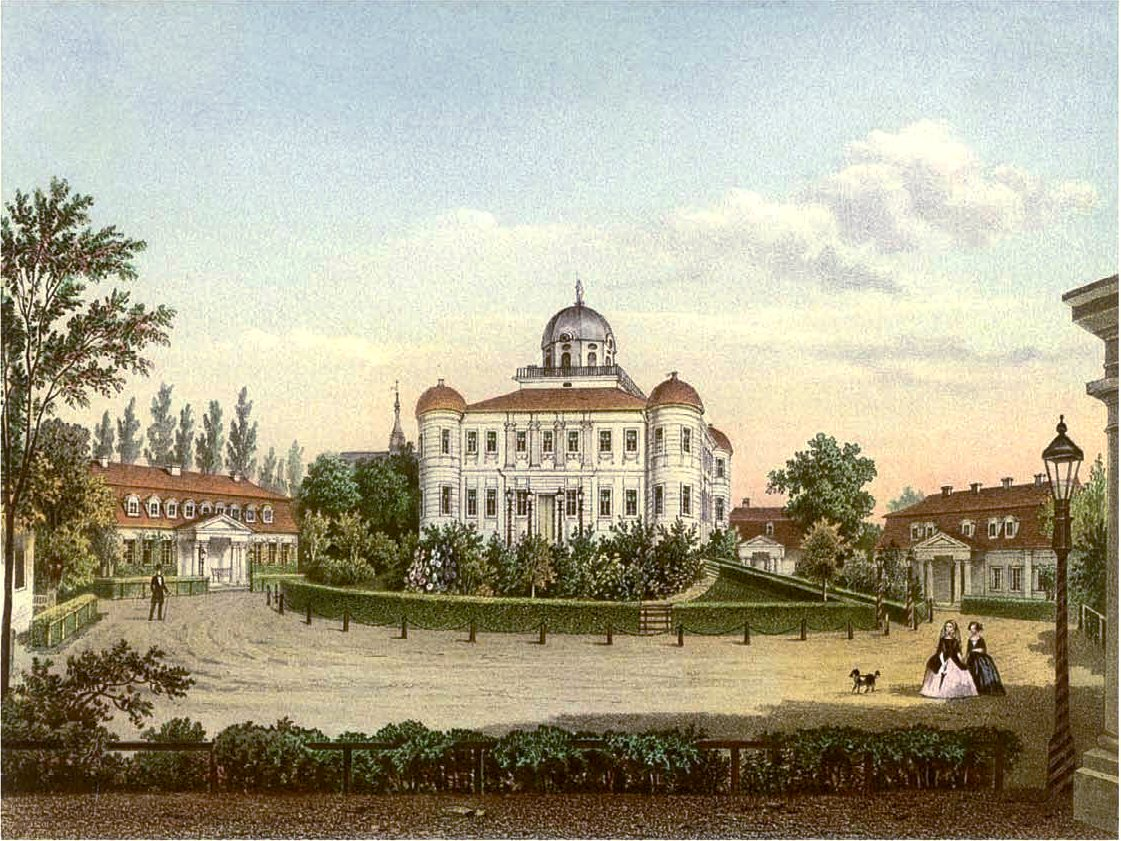
Zamek w Pokoju (pałac)

Agnieszka Wirtemberska (niem. Pauline Louise Agnes von Württemberg) (ur. 13 października 1835 w Pokoju, zm. 10 lipca 1886 na zamku Osterstein w Gerze) – po mężu księżna von Reuß młodszej linii (jüngerer Linie), księżniczka wirtemberska, członkini dynastii Wirtembergów i niemieckiej arystokracji. Pod pseudonimem Angelica Hohenstein tworzyła jako pisarka.

## Życiorys
Agnieszka Wirtemberska była córką generała kawalerii, księcia Eugeniusza Wirtemberskiego i księżniczki Heleny zu Hohenlohe-Langenburg, urodziła się w pałacu Pokój. 6 lutego 1858 poślubiła w Pokoju panującego księcia Henryka XIV von Reuss młodszej linii, para miała dwoje dzieci:
- Henryka XXVII von Reuss młodszej linii (1858–1928); poślubił 11 listopada 1884 r. w Langenburgu księżniczkę Elizę Hohenlohe-Langenburg (1864–1929)
- Elżbietę (1859–1951), poślubiła 17 listopada 1887 w Lipsku księcia Hermanna zu Solms-Braunfels (1845–1900).

Agnieszka Wirtemberska założyła liczne fundacje i instytuty, którym dała swoje imię, takie jak Agnes-Schule - szkoła dla kobiet służących w Gerze.
Pochowano ją w krypcie książęcej w Kościele Mariackim w Schleiz.

## Twórczość
- Helene, 1867
- Aus schönen Stunden. Acht Bilder, 1878
- Der Segen der Grossmutter, 1880